# Asao, Kawasaki

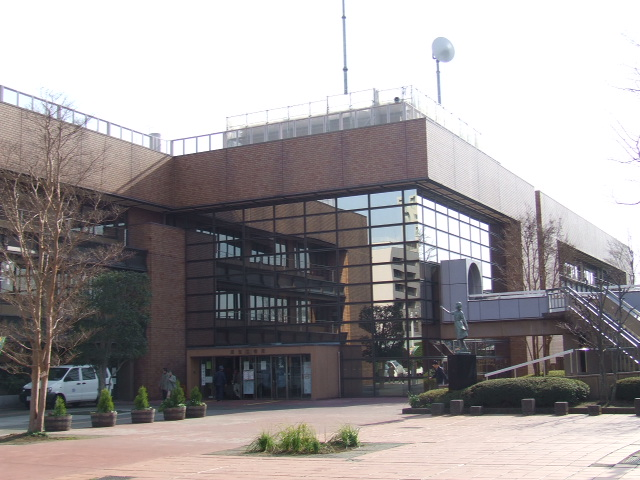
Văn phòng quận Asao

Asao-ku (麻生区) là một trong 7 khu thuộc thành phố Kawasaki, tỉnh Kanagawa, Nhật Bản. Quận có diện tích 23,28 km2, dân số năm 2010 là 167.792 người.